# Giovanni Meoni
Pour les articles homonymes, voir Meoni.
Giovanni Meoni, né à Genzano di Roma, est un baryton italien et professeur de Chant.

## Biographie
Giovanni Meoni commence très jeune des études de piano avant de se consacrer entièrement à l'étude de chant avec Leodino Ferri (élève de Arturo Melocchi) à Rome. Il fait ses débuts en 1991 avec le rôle de Marcello dans La Bohème au Teatro Flavio Vespasiano de Rieti (Italie). Il est lauréat de plusieurs concours de chant italiens et internationaux, y compris le Mattia Battistini (1991), et le Mario Basiola (1993) comme 1re place et meilleur baryton.
Interprète important de la tradition d'opéra italien, il se distingue dans les premières années de sa carrière, dans le répertoire de bel canto de Bellini et Donizetti, pour arriver, alors, au répertoire de Verdi dans lequel il trouve son expression maximale, excellant en particulier dans les rôles principaux de "Baryton-noble", avec un phrasé raffiné et une présence scénique significatifs.

## Carrière
Très vite sa carrière prend une dimension internationale et il se produit sur les plus importantes scènes mondiales: Metropolitan Opera de New York, Opéra de Vienne
, Bayerische Staatsoper de Munich, Opéra d'État de Hambourg, Grand théâtre du Liceu de Barcelone, Deutsche Oper de Berlin, Théâtre Bolchoï de Moscou, Opéra municipal de Marseille, Opéra national du Rhin de Strasbourg, Opéra Comédie de Montpellier, Opéra national de Lorraine de Nancy, Opéra de Rome, La Fenice de Venise, l'Arènes de Vérone, Teatro San Carlo de Naples...
Meoni a également chanté dans les plus célèbres salles de concert du monde, notamment au Carnegie Hall à New York, le Concertgebouw d'Amsterdam, l'Académie nationale Sainte-Cécile, l'Orchestre philharmonique de Munich. Il a également donné des récitals à Milan, New York, Londres, Bruxelles, Paris, Madrid, Hong Kong, Bucarest, Sofia.
Il a collaboré avec des chefs d'orchestre prestigieux comme Riccardo Muti, Zubin Mehta, Myung-Wun Chung, Daniele Gatti, Daniel Oren, Pinchas Steinberg, Gianandrea Noseda, Gianluigi Gelmetti, Bruno Campanella, Alain Lombard, Nello Santi, Donato Renzetti, Paolo Arrivabeni, Renato Palumbo et metteurs en scène comme Franco Zeffirelli, Hugo De Ana, Pier Luigi Pizzi, Robert Carsen, Jonathan Miller (en), Giuliano Montaldo, Ferzan Özpetek, Beni Montresor, Alberto Fassini, Gianfranco De Bosio, Renzo Giacchieri, Henning Brockhaus.
Il a reçu des prix importants comme le prix Lauri Volpi et le "Premio Ettore Bastianini".
Depuis 2023 il est Professeur de Chant au Conservatoire de Music "A. Boito" de Parme.

## Répertoire
- Giuseppe Verdi
  - Macbeth (Macbeth)
  - Nabucco (Nabucco)
  - Rigoletto (Rigoletto)
  - Simon Boccanegra (Simone)
  - Il trovatore (Conte di Luna)
  - Attila (Ezio)
  - La forza del destino (Don Carlo)
  - Don Carlos (Rodrigo)
  - Otello (Iago)
  - Un ballo in maschera (Renato)
  - I due Foscari (Francesco)
  - Ernani (Carlo V)
  - I vespri siciliani (Monforte)
  - I masnadieri (Francesco)
  - Luisa Miller (Miller)
  - La traviata (Giorgio Germont)
  - Aida (Amonasro)
- Gaetano Donizetti
  - La Favorite (Alphonse)
  - Lucia di Lammermoor (Enrico)
  - Poliuto (Severo)
  - Roberto Devereux (Nottingham)
  - Maria di Rohan (Chevreuse)
  - Messa di requiem
- Vincenzo Bellini
  - I puritani (Riccardo)
- Giacomo Puccini
  - Tosca (Scarpia)
  - il Tabarro (Michele)
  - Madame Butterfly (Sharpless)
- Charles Gounod
  - Faust (Valentino)
- Pietro Mascagni
  - Cavalleria rusticana (Alfio)
- Gioachino Rossini
  - Guglielmo Tell (Guglielmo Tell)